# Artim Položani
Artim Položani (kyrillisch Артим Положани; * 25. Juni 1982 in Bidževo bei Struga) ist ein mazedonischer ehemaliger Fußballspieler. Der mehrfache Nationalspieler stand in der Saison 2007/08 beim deutschen Zweitligisten TuS Koblenz unter Vertrag. 2006 wurde Položani zu Mazedoniens Fußballer des Jahres gewählt.

## Karriere
Položani begann seine aktive Laufbahn bei den albanischen Klubs KF Apolonia Fier und KS Dinamo Tirana. 2004 kehrte er nach Mazedonien zurück und spielte zunächst bei KF Shkëndija, mit denen er 2006 das Pokalfinale erreichte, das aber gegen Položanis zukünftigen Klub Makedonija Skopje mit 1:2 verloren ging. Im UEFA-Pokal 2006/07 spielte Položani mit Skopje in der 1. Qualifikationsrunde, unterlag dabei aber Lokomotive Sofia mit 1:3 in der Addition.
Zur Saison 2007/08 wurde Položani für ein Jahr an den deutschen Klub TuS Koblenz verliehen. Nach Ablauf der Leihe hat Koblenz zudem eine Option auf einen Zweijahresvertrag mit dem Spieler. Bis Ende November kam er nur zu einem Kurzeinsatz. Anfang 2008 verlieh ihn Koblenz zunächst an KS Dinamo Tirana, ehe er im Sommer 2008 zu Vardar Skopje wechselte. Nach mehreren weiteren Wechseln kam er im Sommer 2012 beim KF Shkëndija unter, wo er fünf Jahre lang spielte. Von Sommer 2017 bis zum Ende der Saison 2018/19 spielte er für KS Flamurtari Vlora in Albanien. Innerhalb des Landes wechselte er danach zum KF Skënderbeu Korça. Dort beendete er 2020 seine Karriere.